# Cornelius Bischoff
Cornelius Bischoff (* 4. September 1928 in Harburg; † 27. Juni 2018 in Seevetal) war ein deutscher Rechtsanwalt, Drehbuchautor und literarischer Übersetzer aus dem Türkischen in das Deutsche. Besonders machte er sich einen Namen als Übersetzer Yaşar Kemals.

## Leben
Bischoff wurde 1928 als Sohn des deutschen Zimmermanns Eduard Bischoff und einer jüdischen Türkin geboren. Die Familie floh 1939 nach Istanbul, weil der Vater als Sozialist immer weniger Aufträge in seiner Schreinerei bekam und die Mutter Jüdin war. Er setzte seine schulische Ausbildung im St. Georgs-Kolleg fort.
Nachdem am 2. August 1944 die Türkei ihre diplomatischen Beziehungen zu Hitler-Deutschland abbrach, wurden sie bis 1945 im anatolischen Çorum, Yozgat oder Kırşehir interniert. Dort wurden auch andere aus dem St. Georgs-Kolleg, Gestapo-Männer und Kriegsdienstverweigerer interniert. Weitere Deutsche wurden in zwei weiteren anatolischen Kleinstädten interniert.
Nach dem staatlichen türkischen Abitur begann er 1948 ein Jurastudium in Istanbul, das er in Hamburg fortsetzte, wo er 1954 sein juristisches Staatsexamen machte. Nach über zwanzig Jahren Berufstätigkeit als Jurist begann er 1978 als literarischer Übersetzer aus dem Türkischen, unter anderem von Yaşar Kemal und Orhan Pamuk, und als Drehbuchautor zu arbeiten.
Seine Übersetzungen der Werke von Yaşar Kemal fanden Anerkennung. Kemal nannte Bischoffs Übertragungen seiner Bücher ins Deutsche einmal „besser als das Original“. Bischoff verfasste auch Drehbücher zu Filmen, unter anderem zum Kinderfilm Gülibik.
Am 9. Juli 2011 verlieh ihm die türkische Stadt Çorum die Ehrenbürgerschaft. Cornelius Bischoff starb im Juni 2018 im Alter von 89 Jahren.

## Film
- Zuflucht am Bosporus Dokumentarfilm von Nedim Hazar & Pavel Schnabel, 2001. Erstausstrahlung 3sat, 28. Oktober 2001, mit den Zeitzeugen Cornelius Bischoff und mit Addi Scholz, Tochter von Gerhard Kessler; sie lebte nur kurzzeitig in der Türkei.